# Þorgerður Anna Atladóttir
Þorgerður Anna Atladóttir (født 2. juni 1992) er en islandsk håndboldspiller. Hun spiller på Islands håndboldlandshold, og deltog under VM 2011 i Brasilien.